# استاتله
استاتله (به لاتین: Stathelle) یک شهرک در نروژ است که در استان تلمارک واقع شده‌است.